# アントニー・ゴームリー

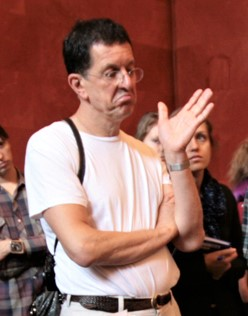
アントニー・ゴームリー（2011年）

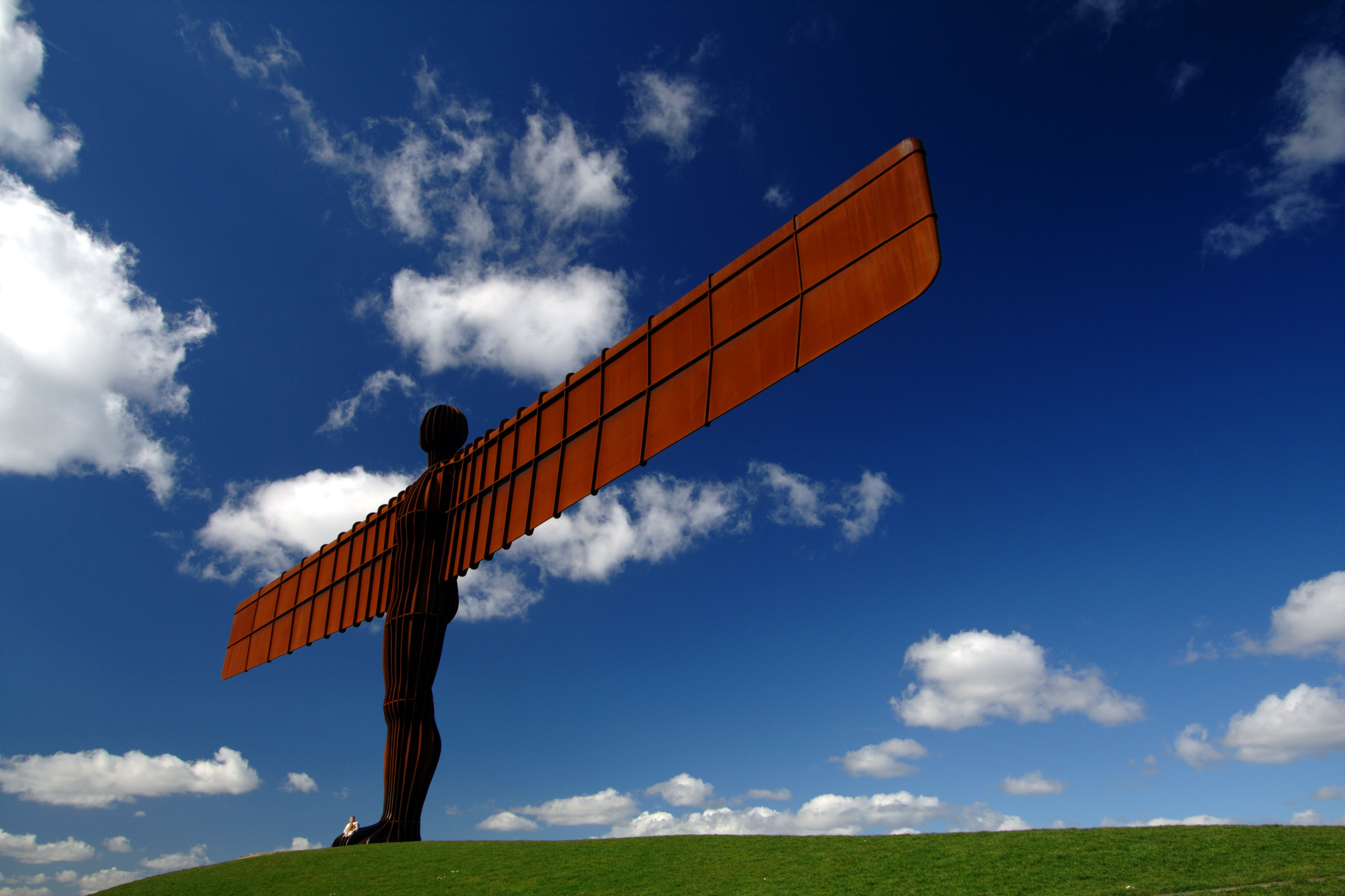
アントニー・ゴームリー『エンジェル・オブ・ザ・ノース』

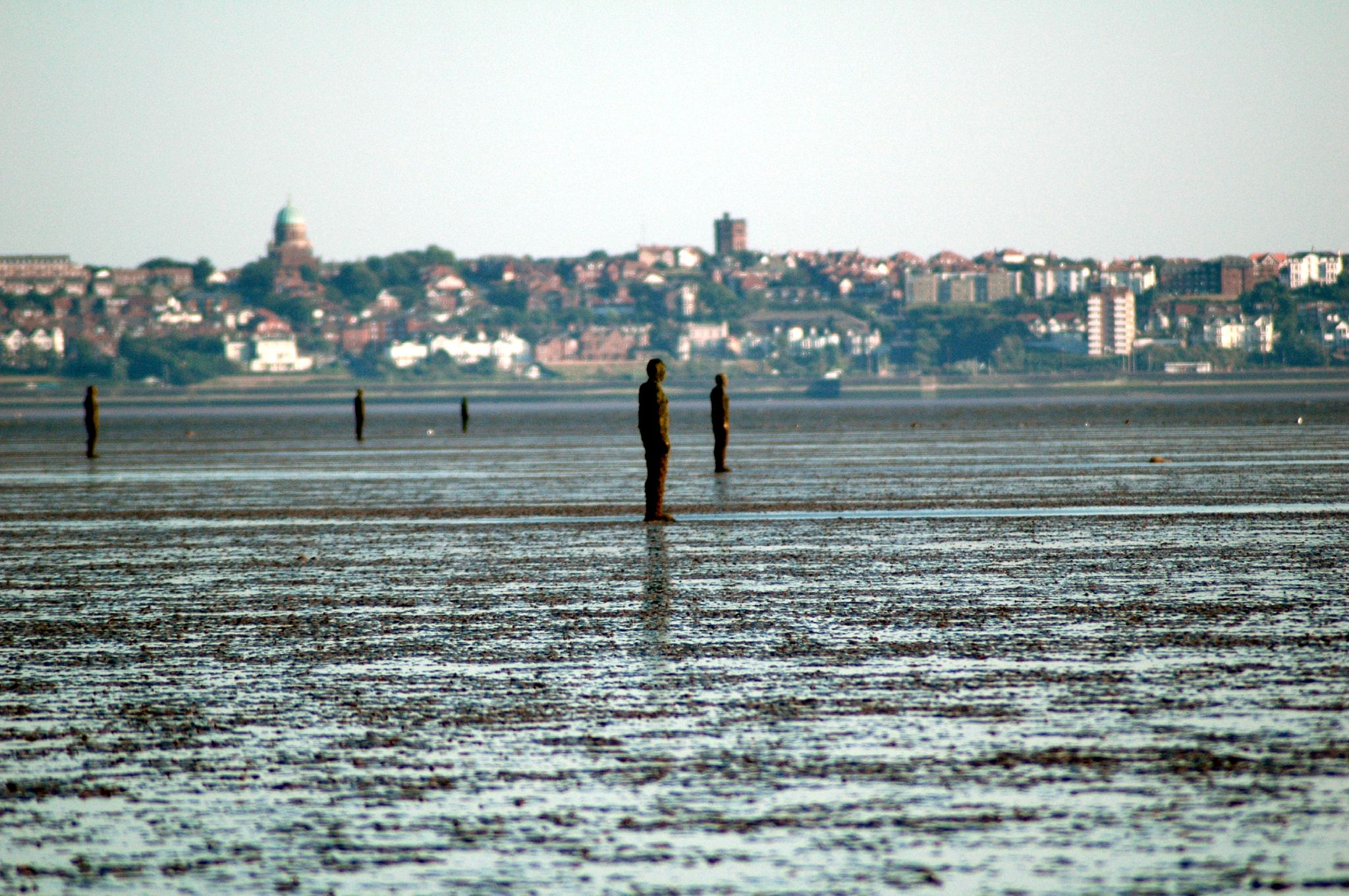
アントニー・ゴームリー『アナザー・プレイス』

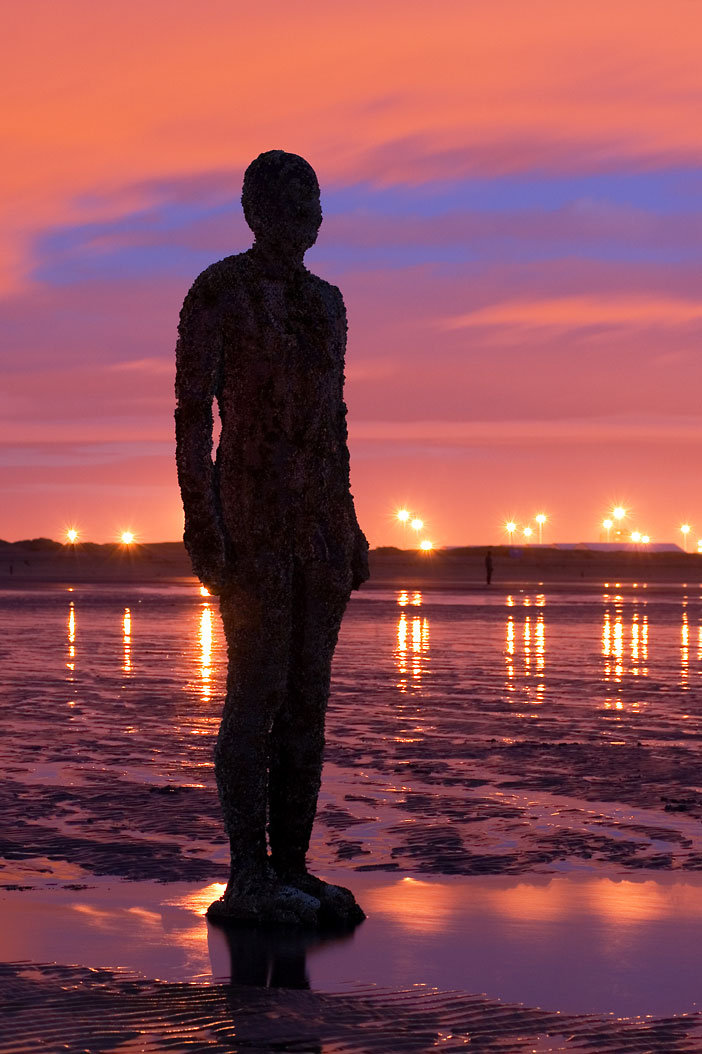
『アナザー・プレイス』の1体

アントニー・マーク・デヴィッド・ゴームリーOBE（Antony Mark David Gormley, 1950年8月30日 - ）は、イギリスの彫刻家。イングランド北部のゲイツヘッドにあるパブリックアート『エンジェル・オブ・ザ・ノース（北の天使）』（1995年着工、1998年2月除幕）や、リヴァプール近郊クロスビー・ビーチの『アナザー・プレイス』といった作品で知られている。

## 経歴
ゴームリーは7人の子供たちの末子として、ロンドンのハムステッドに生まれた。ノース・ヨークシャー州のアンプルフォース・カレッジに入学。1968年から1971年にかけて、ケンブリッジ大学トリニティ・カレッジで、考古学、人類学、美術史の学位を取得すると、スリランカおよびスリランカに渡り、仏教を3年間学ぶ。1974年にロンドンに戻ると、セントラル・セント・マーチンズ・カレッジ・オブ・アート・アンド・デザインおよびゴールドスミス・カレッジに通い、1977年から1979年までスレイド美術大学、ユニヴァーシティ・カレッジ・ロンドンの彫刻の大学院課程を修了。
ここ25年間、ゴームリーは、人体とは記憶と変化の「場所」であるとする、ラディカルな研究を通して、そして、自身の体をモデルに・ツールに・素材に使って、彫刻における人間像に新しい生命を与えてきた。1990年以降は、『アロットメント』、『クリスタル・マス』、『アナザー・プレイス』、『ドメイン・フィールド』、『インサイド・オーストラリア』、最近の『ブラインド・ライト』といった大規模なインスタレーションの中で、集団の肉体および自他の関係性を切り開くための人間の条件に関心を広げている。
ゴームリーは自身の作品を、「我々全員が生きている状況の反対側で、その場所を具体化する試み」だと述べている。彼の作品の多くは、彼自身の肉体、あるいは「私が永久に持ち続けるであろう物質の最も新しい体験、および、その内側で私が生きている物質世界の唯一の部分」から取られた鋳型をベースにしている。彼の作品は、人体を「物」としてではなく「場所」として扱おうとしていて、その制作過程は、全人類共通の条件を識別するために、個々の肉体の「場所」を取り囲むことである。作品は象徴ではなく、印 —— 時間の中のリアルな肉体のリアルなイベントの痕跡なのである。
ゴームリーの作品の展示は広範囲にわたっている。ホワイトチャペル・ギャラリー、テート・ギャラリー、ヘイワード・ギャラリー、大英博物館、ホワイト・キューブなどイギリス国内はもとより、コペンハーゲンのルイジアナ近代美術館、ワシントンD.C.のコーコラン・ギャラリー、ダブリンのアイルランド近代美術館、ドイツのケルン芸術協会といった世界各地の美術館で、これまで個展が開かれた。2007年8月19日からもヘイワード・ギャラリーで、彼の代表作といえる『ブラインド・ライト』が展示されている。
また、ヴェネツィア・ビエンナーレ、カッセルのドクメンタ8といったグループ展にも作品を出品している。『フィールド』という作品は、アメリカ、ヨーロッパ、アジアを巡回している。2006年のシドニー・ビエンナーレではゴームリーの『アジアン・フィールド』がフィーチャーされた。この作品は、100トンの赤粘土から、350人の中国村民が、5日間かけて手作りした18万個の小さな粘土製小立像のインスタレーションだった。この年はさらに、ペニー・ウールコック監督の映画『Exodus (Margate Exodus)』（2007年）のクライマックスである、高さ25mの『ザ・ウェイスト・マン』の炎上を行った。この映画は、聖書の中の、ユダヤ民族の奴隷からの解放を描いたもので、アート・エンジェル社からの委嘱であった。
『エンジェル・オブ・ザ・ノース』ならびに、グリニッジのテムズ川沿いにある近作『クアンタム・クラウド』は、イギリス現代彫刻の最も名高い例に挙げられている。ゴームリーの重要なインスタレーションの1つ『アナザー・プレイス』は、マージーサイド州クロスビー・ビーチにディスプレイされたまま、現在も恒久的に残されている。
ゴームリーは1994年にターナー賞、1999年にサウス・バンク賞ビジュアル・アート部門、2007年にはバーンハード・ヘイリガー賞彫刻部門を、それぞれ受賞している。また、1997年には大英帝国勲章（OBE）を贈られた。さらに、王立英国建築家協会、ケンブリッジ大学トリニティ・カレッジ、同大学ジーザス・カレッジの名誉フェローで、2003年からはロイヤル・アカデミー・オブ・アーツの会員でもある。また、大英博物館、バルティック現代美術センターの理事でもある。

## 主要作品

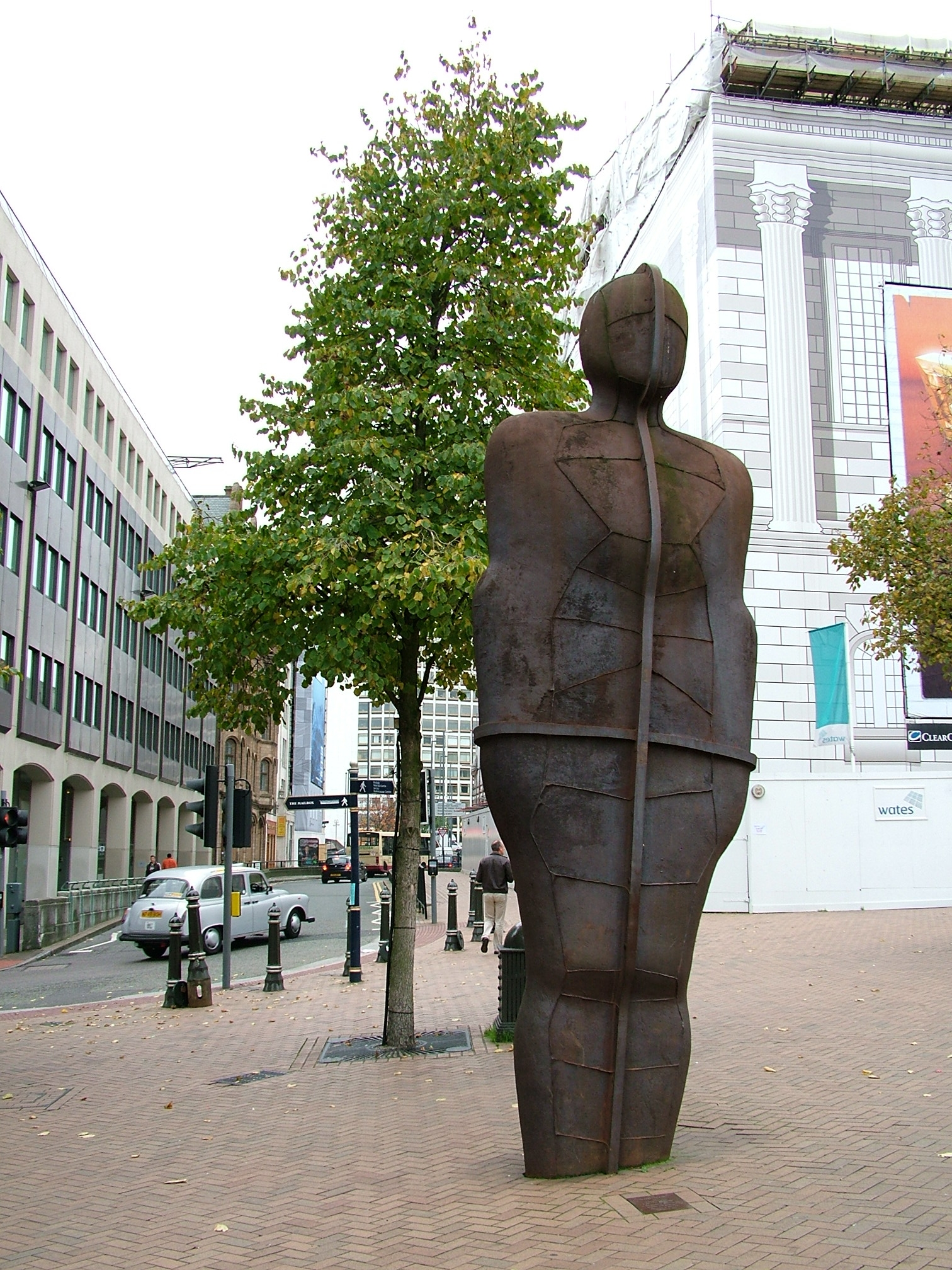
アントニー・ゴームリー『アイアン：マン』

ゴームリーのウェブサイトには2007年までのほぼ全部の画像がある。主要なものだけを以下に列挙する。
- フィールド（en:Field (sculpture)）
- サウンドII（Sound II, 1986年。ウィンチェスター大聖堂地下聖堂にある）
- アイアン:マン（en:Iron: Man, 1993年。バーミンガム、ヴィクトリア広場）
- アナザー・プレイス（en:Another Place, 1997年。リヴァプール近郊クロスビー・ビーチ）
- クアンタム・クラウド（en:Quantum Cloud, 1999年。グリニッジ）
- エンジェル・オブ・ザ・ノース（1998年）
- タイム・ホライゾン（Time Horizon。イタリア南部カラブリア州カタンツァロ近郊のスコラキウム考古学公園
- インサイダー　(霧島アートの森1999年鹿児島県湧水町)
- イヴェント・ホライゾン（en:Event Horizon (sculpture)。ロンドン、テムズのサウス・バンク沿い）
- 不動山（日本。大分県不動山。2014年国東半島芸術祭）

## 実現しなかった作品
- リーズ駅の外側の3つの土手に仕切られた小区画の空き地、ホルベック・トライアングルに、高さ約20mの巨大な男性の煉瓦像『ザ・ブリック・マン（煉瓦男）』が作られる計画だった。しかし1980年頃、市はこの計画を好ましく思わず、認可を拒否した。

## 日本語文献
- 『彫刻の歴史　先史時代から現代まで』、マーティン・ゲイフォードと共著

石崎尚・林卓行訳、東京書籍、 2021年